# 越後交通栃尾線
栃尾線（とちおせん）は、新潟県長岡市に本社を置く越後交通が運営していた、長岡市の悠久山駅から長岡駅、見附市の上見附駅を経由して、栃尾市（現・長岡市）の栃尾駅までを結んでいた軽便鉄道路線。

## 概要
長岡駅を中心に長岡市東部を結ぶ軽便線。前身の栃尾鉄道の名から、通称 栃鉄（とってつ）と呼ばれ、小さな車両は「マッチ箱」の愛称で親しまれた。
栃尾鉄道は、軽便鉄道としては全国でも例が少ない急行・快速列車を運行しており、大正末期のガソリンカー導入時には当時まだ珍しい女性接客係を採用。また全線電化やCTC化（一部区間）、カルダン駆動の新車の導入などの近代化にも中小私鉄としていち早く着手した。さらに、付帯事業として路線バスの運行のほか、野球場・ホテル・遊園地等沿線の観光開発にも乗り出すなど、誘客策も積極的に実施していた。新潟県中越地方の電車・バス3社合併により越後交通となってからも、沿線住民からは引き続き「栃鉄」と呼ばれて親しまれていたが、1975年に全線が廃止され、同社の路線バスに転換された。

### 路線データ

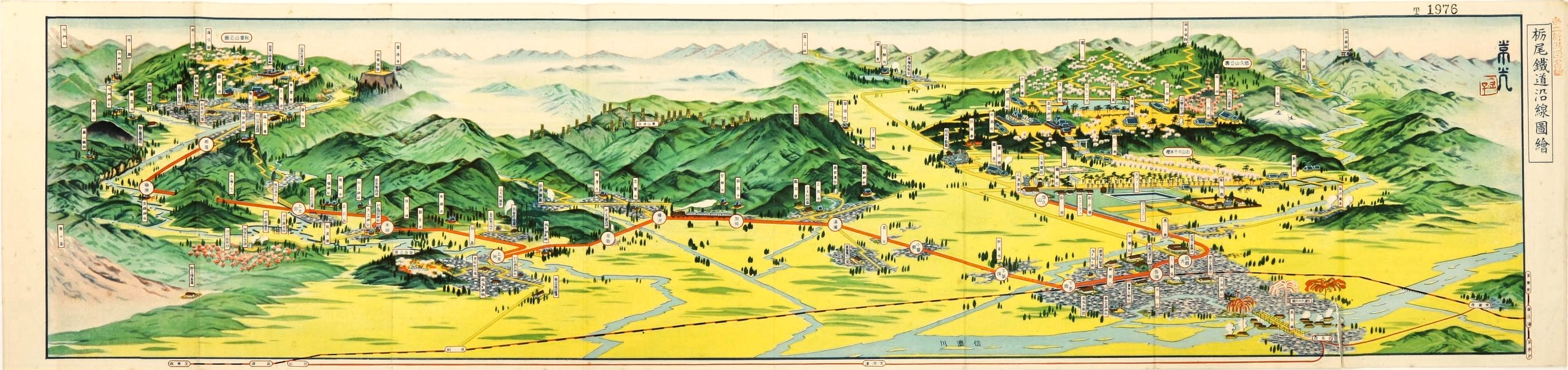
『栃尾鉄道沿線図絵』（栃尾鉄道、昭和2年発行）。新潟県立図書館蔵

- 路線距離（営業キロ）：26.5km
- 軌間：762mm
- 駅数（起終点駅を含む）：25駅
- 複線区間：全線単線
- 電化区間：全線（直流750V）

## 歴史
駅の位置（配列）は経路図あるいは駅一覧の節を参照。
- 1913年（大正2年）
  - 6月23日 長尾鉄道に対し鉄道免許状下付（古志郡富曽亀村-同郡栃尾町）[官報 1]
  - 12月26日 長尾鉄道株式会社設立[官報 2][官報 3][注釈 6]
- 1914年（大正3年）
  - 3月31日 臨時株主総会にて社名変更が提案、可決[注釈 6]
  - 5月1日 社名を「栃尾鉄道株式会社」に改称
  - 6月20日 起工
  - 10月20日 鉄道免許状下付（古志郡富曽亀村-長岡市）[官報 4]
- 1915年（大正4年）
  - 2月14日 浦瀬 - 栃尾 （10.0M≒16.1km） が栃尾鉄道として開業[官報 5]
  - 6月5日 下長岡 - 浦瀬 （2.7M≒4.35km） 延伸開業[官報 6]
  - 6月28日 小曽根駅、椿沢駅、耳取駅、明晶駅[注釈 3]、本明駅、上太田駅開設[官報 7]
  - 8月29日 宮下駅開設[官報 8]
- 1916年（大正5年）
  - 1月14日 楡原駅開設[官報 9]
  - 9月9日 長岡 - 下長岡 （1.0M≒1.6km） 延伸開業、下新保駅開設[5][官報 10]
  - 12月 本社移転 （長岡市城内町 → 同市台町3丁目）[6]
  - 12月6日 神田口駅開設[官報 11][5]。
- 1917年（大正6年）9月12日 軽便鉄道延長線（新潟県長岡市城内町-同県古志郡栖吉村間1.48M）敷設免許状が下付[官報 12]
- 1918年（大正7年）9月26日 軽便鉄道延長線（新潟県長岡市城内町-同県古志郡栖吉村間）指定の期限内に工事施工認可申請を為さざる為敷設免許状が失効（官報掲載日）[官報 13]
- 1919年（大正8年）12月25日[注釈 7] 上見附駅移転[官報 14]
同年11月発行の新聞記事によれば、駅移転により路線は往復で1.0M(80C、約1.6km)延長。同時に運賃改定予定と報じられている[7]。
- 1922年（大正11年）5月30日 鉄道延長線（新潟県長岡市城内町（長岡）-同県古志郡栖吉村（悠久山）間1.60M）敷設免許状が下付[官報 15]
- 1924年（大正13年）5月1日 悠久山 - 長岡 （1.8M≒2.9km） 全線開通[官報 16]
- 1925年（大正14年）「瓦斯倫自動客車」（単端式ガソリンカー）導入。軌道扱いの私鉄での先行導入例はあったが[注釈 8]、地方鉄道としては日本最初の事例。
- 1926年（大正15年）7月28日 栃尾郷大水害発生により道床に被害、上見附 - 耳取間にて長期運休[8]
- 1927年（昭和2年）
  - 7月[注釈 9] 椿沢駅移転、付近の路線付け替え実施[注釈 10]
  - 9月22日 鉄道延長線（新潟県長岡市四郎丸町-同市荒屋敷町間1.08M）敷設免許状が下付[官報 17]
- 1929年（昭和4年） 上北谷駅（初代）を太田駅に、上太田駅を上北谷駅に改称
- 1930年（昭和5年）10月1日 軽便鉄道延長線（新潟県長岡市四郎丸町-同市荒屋敷町間）につき指定の期限内に工事施工認可申請を為さざる為敷設免許状が失効（官報掲載日）[官報 18]
- 1936年（昭和11年） 5月 混合列車廃止[注釈 11]
- 1936年（昭和11年）5月1日 袋町駅開設
- 1937年（昭和12年）3月22日 小曽根駅付近にて列車正面衝突事故、重軽症25名[10]
- 1938年（昭和13年）
  - 3月24日 加津保 - 椿沢間にて列車正面衝突事故、死傷者発生[10]
- 1939年（昭和14年）1月1日 神田口駅廃止[11]。
- （1937年から1946年までのいずれかの時期に下長岡駅が移転）
- 1948年（昭和23年）
  - 4月26日 全線600V電化。終戦後の燃料不足対策による突貫工事で、前年完成の上越線電化工事にあたった国鉄東京鉄道局の電気技術者の指導の下、沿線市町村から電柱の寄付を受け、福島電気鉄道からの中古回転変流機購入や国鉄払い下げの架電部品を用いるなどの資材調達手法で、短期間での低コスト電化を実現した。これに合わせ、既存の気動車多数を電車化改造。
  - 12月24日 長岡 - 栃尾間、票券閉塞式からタブレット閉塞式に変更完了[注釈 12]
- 1951年（昭和26年）- 下新保・小曽根 間に土木工事用支線を建設[13]。
- 1952年（昭和27年）
  - 仙台鉄道より無蓋車10両を購入[13]
  - 11月25日- 下長岡 - 長岡市西新町 間の地方鉄道業免許交付（長岡市営無軌条電車も参照）
- 1953年（昭和28年）
  - 6月11日 名木野駅開設
  - 7月15日 土合口駅、高校前駅を開設、準急運転開始
- 1955年（昭和30年）5月15日 東神田駅開設[注釈 1]。
- 1956年（昭和31年）
  - 6月 垂直軸カルダン駆動の電車を使用開始
  - 9月15日 架線電圧を600Vから750Vに昇圧
  - 11月20日 社名を「栃尾電鉄」に改称
  - 12月1日 四郎丸駅を大学前駅に、東神田駅を家政高校前駅に改称[注釈 1]
- 1957年（昭和32年）4月 - 同月3日開催のスキー大会参加のため高松宮宣仁親王乗車される[17]
- 1958年（昭和33年）2月12日 - 西新町延長許可(1952年交付)、失効
- 1960年（昭和35年）10月1日 長岡鉄道、中越自動車との3社合併により「越後交通」（現社名）に。路線名を栃尾線とする
- 1961年（昭和36年）
  - 7月1日 車両の連結器が朝顔型からウィリソン式自動連結器に交換完了[注釈 13]
  - 12月11日 悠久山 - 上見附にCTC導入
- 1965年（昭和40年）上見附駅、道路建設に伴い移転[19]
- 1966年（昭和41年）6月 総括制御 (HL + AMM) の車両使用開始
- 1967年（昭和42年）11月14日 貨物列車廃止
- 1970年（昭和45年）5月1日 家政高校前駅を中越高校前駅に改称[注釈 1]
- 1973年（昭和48年）4月16日 上見附 - 栃尾 (10.4km)、悠久山 - 長岡 (2.8km) 廃止。同社のバス路線に転換[20][21]。
- 1975年（昭和50年）4月1日 長岡 - 上見附 (13.2km) の廃止により、越後交通栃尾線全線廃止。長岡 - 上見附は同日より同社のバス路線に転換

## 駅一覧
- 全駅新潟県に所在。
- 所在地の市町村名・接続路線の事業者名は廃止時点のもの。
- （　　　）内は、開業当時の駅名。

| 駅名                                  | 駅間キロ | 営業キロ | 接続路線                       | 所在地 | 廃止日        |
| ------------------------------------- | -------- | -------- | ------------------------------ | ------ | ------------- |
| 悠久山駅                              | -        | 0.0      |                                | 長岡市 | 1973年4月16日 |
| 長倉駅                                | 0.6      | 0.6      |                                | 長岡市 | 1973年4月16日 |
| 土合口駅                              | 0.9      | 1.5      |                                | 長岡市 | 1973年4月16日 |
| 大学前駅（四郎丸駅）                  | 0.4      | 1.9      |                                | 長岡市 | 1973年4月16日 |
| 高校前駅                              | 0.4      | 2.3      |                                | 長岡市 | 1973年4月16日 |
| 長岡駅                                | 0.5      | 2.8      | 日本国有鉄道：信越本線・上越線 | 長岡市 | 1975年4月1日  |
| 袋町駅                                | 0.7      | 3.5      |                                | 長岡市 | 1975年4月1日  |
| 神田口駅                              | 0.2      | 3.7      | 1939年1月1日                   | 長岡市 |               |
| 東神田駅（家政高校前駅→中越高校前駅） | 0.2      | 3.9      | 1975年4月1日                   | 長岡市 |               |
| 下長岡駅                              | 0.3      | 4.2      | 1975年4月1日                   | 長岡市 |               |
| 下新保駅                              | 1.2      | 5.4      | 1975年4月1日                   | 長岡市 |               |
| 小曽根駅                              | 1.2      | 6.6      | 1975年4月1日                   | 長岡市 |               |
| 宮下駅                                | 0.9      | 7.5      | 1975年4月1日                   | 長岡市 |               |
| 浦瀬駅                                | 1.2      | 8.7      | 1975年4月1日                   | 長岡市 |               |
| 加津保駅                              | 1.5      | 10.2     | 1975年4月1日                   | 長岡市 |               |
| 椿沢駅                                | 1.8      | 12.0     | 1975年4月1日                   | 見附市 |               |
| 耳取駅                                | 1.5      | 13.5     | 1975年4月1日                   | 見附市 |               |
| 名木野駅                              | 1.5      | 15.0     | 1975年4月1日                   | 見附市 |               |
| 上見附駅                              | 1.0      | 16.0     | 1975年4月1日                   | 見附市 |               |
| 明晶駅                                | 2.2      | 18.2     | 1973年4月16日                  | 見附市 |               |
| 本明駅                                | 1.6      | 19.8     | 1973年4月16日                  | 見附市 |               |
| 太田駅（上北谷駅）                    | 1.3      | 21.1     | 1973年4月16日                  | 見附市 |               |
| 上北谷駅（上太田駅）                  | 0.8      | 21.9     | 1973年4月16日                  | 見附市 |               |
| 楡原駅                                | 2.6      | 24.5     | 1973年4月16日                  | 栃尾市 |               |
| 栃尾駅                                | 2.0      | 26.5     | 1973年4月16日                  | 栃尾市 |               |

## 廃線後の状況

長岡駅 - 栃尾駅沿線地域のバス路線図。

廃線後、線路は撤去されたものの、市街地などの一部を除いて大部分は廃線跡が確認できるところが多い。現在遊歩道になっていたり、跨線橋があるのはその名残といえる。以下は廃線跡の主な現況である。
- 長岡駅東口の悠久山方には廃線跡の用地を利用して駐輪場が建てられており[22]、さらにそこから先、栖吉川を渡る地点までは、一部私有地となっている以外は遊歩道として整備されている。国道352号線に面する廃線跡には機関車の車輪を模したモニュメントが設置されている[23]。
- 新潟県道19号見附栃尾線の見附市から栃尾方面に並行する廃線跡は、刈谷田川を渡る鉄橋から上北谷駅跡までが中部北陸自然歩道[24][25]ならびに刈谷田サイクリングロード[26][27]として整備されている。さらに、2014年(平成25年)、椿沢 - 耳取間に至る3km弱の廃線跡が、並走する見附市道の自転車道として整備完了した。
また、1973年の区間廃止まで上北谷 - 楡原間にあった牛ケ嶺隧道は、拡幅工事を経て同県道19号線のトンネルとして現在も供用中。
- 旧耳取駅付近から国道8号線のバイパスと交差するあたりまでの区間では路盤がほぼ廃線当時のまま残っている。
- 悠久山、浦瀬、上見附、栃尾の各駅跡では駅舎が営業所社屋（浦瀬駅舎を除く）、バスターミナル、ならびにバス待合所として平成に入るまで利用されており、栃尾駅舎は今なお現役であるが[要出典]、他は2000年頃までに撤去されている。
  - 耳取駅ホームにあった待合室が耳取バス停の待合所として健在。(2019年6月現在)

なお、越後交通は2019年5月現在、同線にほぼ並行する形で下記のバス路線を運行している。
- （急行）長岡駅大手口 - 見附本町 - 小貫（または楡原） - 栃尾車庫
- （快速）長岡駅東口 - 新榎トンネル（または桑探峠） - 栃尾車庫
- 長岡駅東口 - 浦瀬 - 名木野（または耳取） - 上見附車庫
- 長岡駅東口 - 悠久山公園入口 - 悠久山
- 長岡駅東口 - 地域振興局 - 悠久山 - 成願寺

## 車両

### 蒸気機関車
- 1号 - 青梅鉄道が開業時にイギリスより輸入したカー・ステュアート（英: Kerr, Stuart & Co., Ltd.）社製のナローゲージ用7.1トン タンク機（軸配置 0-4-2）。1894年（明治27年）製造。青梅鉄道在籍時から1号機を名乗り、栃尾鉄道に渡っても引き続き1号機となった[29]。
- 3号 - 元青梅鉄道3号機で、ドイツのクラウス社(Lokomotivfabrik Krauss & Comp.)製タンク機（軸配置 0-4-0）[29]。1号機同様、青梅鉄道時代と同じ車番が使用された。
- 5号 - ドイツのオーレンシュタイン・ウント・コッペル（以下、コッペルと略す）製7トンB型タンク機。1920年（大正9年）製造。電化後は九十九里鉄道に売却された[29]。
- 6号 - 同じくコッペル製、12.2トンC型タンク機（軸配置0-6-0）。1922年（大正11年）製造[29]。一畑軽便鉄道4号機関車、井笠鉄道6号機と同系機である。電化後は同型機1両（車番不明）と共に沼尻鉄道（日本硫黄沼尻鉄道部）に売却された。

なお、合併前の長岡鉄道も5号機・6号機を名乗るコッペル製タンク機を保有したが、軌間も製造年も異なる全く別の車両である。
- 12号 - 1943年（昭和18年）立山重工業製の国産機。電化により同型機1両（車番不明[注釈 15]）と共に大分交通に売却されたため、当線での使用期間は短かった[29]。
- 15号 - 元は鉄道省ケ203として特殊狭軌線時代の魚沼線にて使用されていた車両で、電化後もしばらく在籍していたが1956年廃車された。

### 客車
- ホハ1形 - オープンデッキの木造ボギー客車。1964年（昭和39年）に自社で外板に鋼板を張る簡易鋼体化改造を受け、さらにその後外吊り式の乗降扉を設置したが、屋根はダブルルーフのままでドア窓はHゴム支持という独特なスタイルだった。
  - ホハ1・2 - 1914年（大正3年）日本車輛製の1・2等合造車が原型のため変則的な窓配置となっている[30]。
  - ホハ5・6 - 1914年（大正3年）日本車輛製。新製時は2等車[30]。
  - ホハ7・8 - 1916年（大正5年）大日本軌道製。新製時は3等車[30]。
- ホハ10 - 1954年（昭和29年）に元青梅鉄道の2軸客車ハ10とハ11（1894年（明治27年）製造）の車体を接合して製作されたボギー客車。当初はオープンデッキだったが、後に箱型車体に改造され車端部に外吊り式の乗降扉が設置された。
- ホハ11 - 元西武軌道線（後の都電杉並線）の250形265であり、1928年（昭和3年）汽車会社製の木造電車。譲受後に改造されオープンデッキの客車となる（台車は気動車用とおぼしきアーチバー式の偏心台車だった）。総括制御化を前に廃車された（詳しい時期は不明）。
- ホハ12 - 元石川鉄道（現・北陸鉄道石川線）ナ2→ロ13。 1915年（大正4年）日本車輌製、オープンデッキの木造ボギー客車で1925年（大正14年）に譲受。1945年（昭和20年）に藤相線→駿遠線に移籍、ホハオフ21→ハ21となっている。
- ホハ13（初代） - 「#電車」のモハ206の記述を参照。
- ホハ13（2代） - 「#電車」のモハ201-203の記述を参照。
- ホハ17・18 - 1923年（大正12年）汽車会社製。元草軽電気鉄道ホハニ17・18で8m級の小型車。
- ホハ20・21 - 1950年（昭和25年）自社工場製のボギー客車。深く丸い屋根が特徴。ホハ21は後に電装と車体の大改造を受けモハ211となった。その後の経緯については#電車の節の当該車両の記述を参照。
- ホハ22 - 「#電車」のモハ201-203の記述を参照。
- ホハ23 - 元江ノ島鎌倉観光（現・江ノ島電鉄）の100形115で、1957年（昭和32年）7月に譲受。当初はクハ101として使用する予定であったが、制御機器に問題があることから認可を受けられず、運転台つきのまま客車として使用された。1966年（昭和41年）7月29日にクハ111となり、全線廃止まで使用された。台車は元同和鉱業小坂鉄道の客車のものが使用され、元の台車はモハ211へ転用された。なお大元は武蔵中央電気鉄道の1形6（1929年（昭和4年）、日本車輌製）で、1938年（昭和13年）に江ノ電に移籍している。
- ホハ24 - 1931年（昭和6年）小松工業所製。元はガソリンカーキ6→キハ110で、電車化されモハ204となり、その後さらに客車化された。
- ホハ25 - 「#電車」のモハ201-203の記述を参照。
- ホハ27 - 「#電車」のモハ206の記述を参照。
- ホハ28・29 - 「#電車」のモハ101・102の記述を参照。
- ホハ30 - 元小坂鉄道ハ10。ボギー車でデッキ部分に乗降扉を持つ。
- ホハ50 - 元草軽電気鉄道ホハ23。当初は客車のままホハ26として使用され、総括制御用の引き通し線を設けて付随車化されサハ305となるが、後に客車に戻った。
- ハ2・5-8 - 1963年（昭和38年）に小坂鉄道から移籍。オープンデッキのボギー車で、加津保駅や長岡車庫に留置されていたが実際に使用されることはなく、部品取りなどに活用された。ホハ23→クハ111の台車は、この中から転用された物である。

### 気動車
下記のほかにも存在したが、いずれもガソリンカーで、当路線用に新造されたものであった。
- キ3 - 1929年（昭和4年）設計認可・松井車輌製作所製の片ボギー車。定員40人。その後車体両端に荷物台が設けられ、1943年（昭和18年）7月にキハ105に改番された。戦後の電化に伴い、1948年（昭和23年）3月に東急電鉄から譲受した主電動機を用いて電車モハ203に改造された。その後の経緯については#電車の節の当該車両の記述を参照。
- キ4・5 - 1930年（昭和5年）設計認可の松井車輌製作所製。キ3の増備車で、当初から荷物台を装備。キ3と同様にキハ106・107に改番され、その後電車モハ201・202に改造された。その後の経緯については#電車の節の当該車両の記述を参照。
- キ6 - 1931年（昭和6年）設計認可の小松工業所製。キ3-5と同様にキハ110に改番され、後に電車化されモハ204となり、さらに客車化されホハ24となった。
- キハ7 - 1932年（昭和7年）設計認可の日本車輌東京支店製。全長10mのボギー車で当初から荷物台を装備。キ3-5と同様にキハ111に改番され、その後電車モハ205に改造された。その後の経緯については#電車の節の当該車両の記述を参照。

### 電気機関車
- デキ50 - 草軽電気鉄道デキ50を1947年（昭和22年）6月に譲受した。入線に当たり、草軽独特の形状だった垂直式パンタグラフをフレーム状の台座に載せた菱形パンタグラフに換装している。出力が小さい（37kW×2）上に重心の高さから揺れが激しく、1954年（昭和29年）10月に休車、1961年（昭和36年）4月10日に廃車となった。
- ED51 - 1949年（昭和24年）日立製作所水戸工場製の15t機（出力168kW）で、貨物列車を牽引した。車両前後両端にデッキを持つ箱形車体で、車体中央に菱形パンタグラフを1基搭載している。1967年（昭和42年）の貨物輸送廃止後は朝の通勤列車牽引機として使用されたが、乗客減から通勤列車が1969年（昭和44年）に廃止され、それに伴い除雪・保線用になった。その後部分廃止を前に1972年度（昭和47年度）に廃車となった。

### 電車
モハ201-206、モハ209・210は新製・改造当初は車体装架カルダン駆動方式を採用していた。東急の56kW級中古品の電動機を1両に1個（気動車改造車）あるいは2個（自社工場製車）搭載したが、モハ209を除いて1960年（昭和35年）ごろまでに通常の吊り掛け式か垂直カルダン式、もしくは無動力の制御車に改造された。
- モハ101・102 - 元草軽電気鉄道モハ100形モハ101・102で、1961年（昭和36年）の部分廃止の際に栃尾電鉄に移籍。後に客車化されホハ28・29となり、1966年（昭和41年）には妻面の貫通化と総括制御化改造を受けてサハ302・303となった。
- モハ200 - 元草軽電気鉄道モハ100形モハ105で、上記のデキ50と同時に譲受。電化開業に向けた乗務員訓練などにも使用された。入線後に26kW×2→42kW×2→55.95kW×2と出力増強を繰り返したほか1959年（昭和34年）9月に吊り掛け式から垂直カルダン式に改造されたが、1972年（昭和47年）6月30日には電装解除されサハ306となり、全線廃止まで使用された。廃止後はヘッドライトを取りつけ[注釈 16]、電動車時代に近い外見に復元した上で長岡市宮本町の国道8号線沿いのドライブイン・観音山会館に静態保存され、車内に立ち入ることも可能でファンシーグッズショップや食堂の広告塗装が施されたりしたが、荒廃がひどくなったため2002年に解体処分されている[31][32]。
- モハ201-203 - 上述のとおりキハ106・107・105からの改造でそれぞれ誕生。モハ201はガソリンカー時代に荷物台の撤去と車体延長改造を受けており、残る2両も1953年（昭和28年）1月に同様の改造を施された。特にモハ202の荷物台は側面部が柵でなく板で構成されており、車体延長改造前・片ボギー時代は凸型に近いスタイルだった。また車体延長改造後のスタイルは、モハ201が前面4枚窓でモハ202・203が前面3枚窓という違いがあった。1954年（昭和29年）から1955年（昭和30年）にかけて3両全車が両ボギー化改造を受けたが、電動機が1個のままだったため出力不足が問題になり、1957年（昭和32年）から1966年（昭和41年）にかけて電装解除され客車ホハ22・ホハ25・ホハ13（2代）にそれぞれ改造された。ホハ13は1972年（昭和47年）1月14日に、他の2両は部分廃止時に廃車された。
- モハ204 - 「#客車」のホハ24及び「#気動車」のキ6の記述も参照。モハ205の初期に似た切妻2枚窓の妻面を持つ。
- モハ205 - 上述の通りキハ111からの改造で誕生。1953年（昭和28年）に荷物台の部分まで車体を延長、1958年（昭和33年）に車体を13mに延長する改造を受け、妻面も切妻2枚窓から貫通式となった。台車や電動機の交換を繰り返して最終的には総括制御化の上4個モーターの大出力となり、付随車や制御車を牽引していた。
- モハ206 - 元石川鉄道（現・北陸鉄道石川線）のオープンデッキ木造ボギー客車ナ3→ロ14の初代ホハ13（1915年（大正4年）、日本車輛製。1925年（大正14年）に栃尾鉄道に移籍）を1944年（昭和19年）にガソリンカー化したキハ112を、さらに1951年（昭和26年）に電車化した車両。1961年（昭和36年）に電装解除して客車に戻り、ホハ27となった。3ドアで中央扉は両開きという荷物電車のようなスタイルで、一時期運転台部分を丸妻化して流線形（国鉄キハ07形気動車に近いスタイル）に改造されたこともあった。
- モハ207 - 元草軽電気鉄道モハ100形モハ104で、1950年（昭和25年）に栃尾電鉄に移籍してきた。1959年（昭和34年）に東洋工機で車体更新、間接制御化、垂直カルダン駆動化などの改造を受けており、この改造で妻面が切妻3枚窓から貫通式となっている。
- モハ208 - 元草軽電気鉄道モハ100形モハ103で、1950年（昭和25年）に栃尾電鉄に移籍。1955年（昭和30年）に神鋼電気製のモーターで垂直カルダン駆動に改造され、栃尾線初の本格的カルダン駆動車となった。後に付随車化されサハ301となった。
- モハ209 - 1952年（昭和27年）自社工場製。車両前後両端には奥行きのあるデッキ、妻面中央部には梯子がついているという、電気機関車に似た特に異彩を放つスタイルであり、妻面右側に乗務員扉が設けられていた。4個モーターで車端寄りの2軸は定格出力42kWの吊り掛け式、中央寄りの2軸は上記の通り定格出力56kWの床下装架のモーターをプロペラシャフトで台車と結んだ車体装架カルダン式と、2種類の駆動方式を採用した珍しい電車だった。ED51を上回る出力（195.2kW）を持ち、実際に電気機関車の代用として使われたこともあった。部分廃止時に廃車。
- モハ210 - 1954年（昭和29年）自社工場製。車体にアルミ合金を使用して自重の軽減を図り、乗客誘致の目玉としてクロスシートを設けロマンスカーと名付けた[33]。浅く平べったい屋根が特徴。1970年（昭和45年）3月に制御車化されクハ112となり、部分廃止時に廃車された。
- モハ211 - 1950年（昭和25年）自社工場製の客車ホハ21→クハ30を1956年（昭和31年）垂直カルダン方式を用いて電装した車両。電装に当たっては台枠を延長するなどの大規模な改造が施され、特徴的な丸屋根も幕板部分の幅を拡張し浅く平べったい屋根に改造している。部分廃止時に廃車された。
- モハ212 - 1957年（昭和32年）東洋工機製。垂直カルダン方式を最初から採用した13m級の大型車。同型が3両増備された（モハ213-215）。ノーシルノーヘッダー、前面貫通式の近代的な全金属製車体を備え、客用扉の窓は高い位置に小型の物を設置した独特なスタイルだった。モハ213・214は部分廃止時に廃車、残りは全線廃止まで使用された。モハ215は全線廃止目前の1974年頃にパンタグラフを撤去し制御車となった[注釈 17]。
- モハ216・217 - 1964〜1965年（昭和39〜40年）東洋工機製。駆動方式は吊り掛け式に変更され、車体はモハ212-215に準ずるが運転台右側に乗務員扉が設けられ、妻面右側の窓も2段から1段となった。全線廃止まで使用された。
- クハ101-104 - 1966〜1967年（昭和41〜42年）東洋工機製。モハ212-217と同タイプの車体を持つ制御車。クハ101・102は悠久山側に、103は上見附側に配置されたが、1967年に3両が揃った際に上見附側を奇数番車、悠久山側を偶数番車とするためクハ101をクハ104に改番している。全線廃止まで使用された。
- クハ111 - 「#客車」のホハ23の記述を参照。全線廃止後、有蓋貨車1両（車番不明）と共に見附市坂井町の旧国道8号線（現県道498号線）沿いのドライブイン・明治村で静態保存されていたが、後に解体された。
- サハ301-303 - 上記のモハ101・102及びモハ208の記述を参照。
- サハ306 - 上記のモハ200の記述を参照。

### 貨車・荷物緩急車
- ニフ16 - 元青梅鉄道カフ2[30]。
- ニフ17・18・22 - 1944年（昭和19年）新潟鐵工所製の半鋼製荷物緩急車。元岩瀬炭鉱の無蓋貨車ト20形を自社で改造した物。
- ニフ19-21 - 1944年（昭和19年）新潟鐵工所製の木造荷物緩急車。元岩瀬炭鉱の無蓋貨車ト20形を自社で改造した物。
- ニフ23 - 元草軽電気鉄道コワフ113。
- ワ10形 - 1915〜1929年（大正4〜昭和4年）自社工場製の木造2軸有蓋貨車。
- ト20形 - 1944年（昭和19年）新潟鐵工所製。元岩瀬炭鉱の木造ボギー無蓋貨車。一部は上記の通り有蓋の荷物車に改造された。
- ユキ1形 - 1949年（昭和24年）、有蓋貨車ワ3の改造で製作されたロータリー車。屋根上にパンタグラフを設置し、車内のモーターでファンを回転させる電動式のロータリー車で日本では他には旭川電気軌道に存在したのみ。使用成績が芳しくなかったことから1958年（昭和33年）に廃車。
- ユキ2形 - 1954年（昭和29年）、無蓋貨車ト12（元魚沼軽便線ケト212、栃尾鉄道には1949年（昭和24年）入線）の改造で製作された私鉄唯一のジョルダン式雪かき車。栃尾線廃止まで在籍。

### その他
- 長岡駅構内の貨車入換・除雪用として、762mm軌間では他に例のないロータリー除雪装置付貨車移動機を保有していた。

### 車両数の推移
| 年度      | 機関車 | 機関車 | 内燃動車 | 電車 | 客車 | 貨車 | 貨車 |
| 年度      | 蒸気   | 電気   | 内燃動車 | 電車 | 客車 | 有蓋 | 無蓋 |
| --------- | ------ | ------ | -------- | ---- | ---- | ---- | ---- |
| 1914      | 2      |        |          |      | 4    | 4    | 10   |
| 1915      | 3      |        |          |      | 6    | 10   | 13   |
| 1916      | 4      |        |          |      | 8    | 10   | 13   |
| 1917      | 4      |        |          |      | 12   | 8    | 15   |
| 1918-1920 | 3      |        |          |      | 14   | 8    | 15   |
| 1921      | 4      |        |          |      | 14   | 8    | 15   |
| 1922      | 4      |        |          |      | 14   | 14   | 19   |
| 1923-1924 | 5      |        |          |      | 14   | 14   | 19   |
| 1925      | 5      |        | 1        |      | 16   | 14   | 11   |
| 1926      | 4      |        |          |      | 16   | 14   | 13   |
| 1927      | 5      |        | 2        |      | 16   | 18   | 17   |
| 1928      | 6      |        | 2        |      | 16   | 18   | 17   |
| 1929-1930 | 6      |        | 5        |      | 16   | 18   | 17   |
| 1931      | 6      |        | 6        |      | 12   | 18   | 17   |
| 1932-1933 | 6      |        | 7        |      | 12   | 18   | 17   |
| 1934      | 6      |        | 7        |      | 12   | 18   | 15   |
| 1935      | 5      |        | 7        |      | 12   | 18   | 15   |
| 1936-1937 | 4      |        | 7        |      | 12   | 18   | 14   |
| 1946      | 4      |        | 6        |      | 9    | 18   | 10   |
| 1948      | 3      | 1      | 1        | 6    | 11   | 17   | 10   |
| 1950      | 1      | 2      | 0        | 8    | 16   | 23   | 17   |
| 1955      | 1      | 2      |          | 11   | 11   | 25   | 20   |
| 1957      | 0      | 2      |          | 12   | 19   | 15   | 20   |
| 1970      |        | 1      |          | 11   | 21   | 0    | 17   |

- 鉄道院年報、鉄道院鉄道統計資料、鉄道省鉄道統計資料、鉄道統計資料、鉄道統計各年度版、高井薫平『軽便追想』ネコパブリッシング、1997年、212頁